# Zoltán Latinovits
Dans le nom hongrois Latinovits Zoltán, le nom de famille précède le prénom, mais cet article utilise l’ordre habituel en français Zoltán Latinovits, où le prénom précède le nom.
Zoltán Latinovits, né le 9 septembre 1931 à Budapest (Hongrie) et mort le 4 juin 1976 à Balatonszemes (dans le comitat de Somogy, en Hongrie), est un acteur hongrois.

## Filmographie partielle

### Au cinéma
- 1959 : Gyalog a mennyországba : Imre
- 1962 : Az aranyember : Kristyán Tódor
- 1963 : Kertes házak utcája : János
- 1963 : Cantate (Oldás és kötés) de Miklós Jancsó : Dr Ambrus Járom
- 1963 : Fotó Háber : Csiky Gábor
- 1964 : Alouette (Pacsirta) de László Ranódy : Miklós
- 1964 : Karambol : Weber István
- 1964 : The Golden Head de Richard Thorpe
- 1965 : Iszony : Imre Takaró, petit frère de Sanyi
- 1966 : Les Sans-Espoir (Szegénylegények) de Miklós Jancsó : Imre Veszelka
- 1966 : Fény a redőny mögött : Tóth
- 1966 : Az orvos halála : le narrateur
- 1966 : Minden kezdet nehéz
- 1966 : Sok hűség semmiért : Szentirmai Vince, sculpteur
- 1966 : És akkor a pasas... : le chef
- 1966 : Jours glacés (Hideg napok) d'András Kovács : le commandant Büky
- 1966 : Aranysárkány : Fóris, professeur
- 1966 : Kárpáthy Zoltán : Szentirmay Rudolf
- 1966 : Egy magyar nábob : Szentirmay Rudolf
- 1967 : Sellő a pecsétgyűrűn I : Borsy Kálmán
- 1967 : Sellő a pecsétgyűrűn II : Borsy Kálmán
- 1967 : Egy szerelem három éjszakája : Menyhért
- 1968 : Les Murs (Falak) d'András Kovács : Ambrus László
- 1968 : Kártyavár : Dr. Bán
- 1968 : Fiúk a térről : Somos doktor
- 1968 : Silence et Cri (Csend és kiáltás) de Miklós Jancsó : Kémeri
- 1968 : Keresztelő : Gócza Menyhért
- 1968 : Tanulmány a nőkről : Balogh Sándor
- 1968 : Egri csillagok : Varsányi Imre
- 1969 : Hazai pálya : Köves Béla, capitaine d'équipe
- 1969 : Az örökös : Geréb Róbert
- 1969 : Alfa Romeó és Júlia : Vili
- 1969 : Az alvilág professzora : Lieutenant-colonel Gálffy
- 1969 : La Famille Tot (Isten hozta, őrnagy úr!) de Zoltán Fábri : le commandant
- 1970 : Utazás a koponyám körül (it) (Trip Around My Cranium) de György Révész : Karinthy Frigyes, l'écrivain
- 1970 : Szemtől szembe : Alméry Ottó
- 1970 : A nagy kék jelzés : Abay, poète
- 1970 : Szerelmi álmok - Liszt : Prince (voix)
- 1971 : Szindbád : Szindbád
- 1971 : Die Csárdásfürstin : Miska
- 1972 : A legszebb férfikor : Tamás Alker
- 1972 : Harminckét nevem volt : Commandant de gendarmerie Juhos
- 1972 : Volt egyszer egy család : Géza
- 1973 : A magyar ugaron : Zihaly Kálmán, professeur
- 1974 : A Pendragon legenda : Dr. Bátky János
- 1975 : Amerikai anzix : Fiala János (voix)
- 1975 : 141 perc a befejezetlen mondatból : Professeur Wavra
- 1975 : Az öreg : Le vieux
- 1975 : A dunai hajós : Monseniur Boris
- 1976 : Ballagó idő : Officier de hussards
- 1976 : Le Cinquième Sceau (Az ötödik pecsét) de Zoltán Fábri : Personnage en vêtements civils
- 1977 : Ki látott engem? (voix)

### A la télévision
- 1972 : Série TV Les Évasions célèbres épisode Le Joueur d'échecs : Baron de Kempelen